# Taxe à l'importation de coton
La Taxe à l'importation de coton votée en 1789 par le congrès américain est une mesure protectionniste dirigée contre le royaume de Grande-Bretagne peu après la guerre d'indépendance des États-Unis : elle vise à encourager la production américaine en concurrençant celle des colonies britanniques. C'est une étape importante dans les relations entre les États-Unis et leur ancienne métropole en même temps que dans l'histoire de la culture du coton dans le Sud des États-Unis.

## Historique
Le président George Washington souhaite encourager le retour sur le sol américain des planteurs de coton des Bahamas, en décidant une barrière douanière, sous forme d'une taxe à l'importation de coton, de 3 cents par livre de coton. 
Grâce à cette mesure, une variété de coton à poils longs, le Sea Island cotton, cultivée aux Bahamas pendant la guerre d'indépendance par des loyalistes anglais exilés, revient sur le littoral de Caroline du Sud et de Géorgie, d'autant plus qu'elle a commencé à épuiser le sol des Bahamas, où elle bénéficiait d'une pluviosité plus forte.
Cette taxe rapporte peu au début : en 1789 tout le coton des Antilles part vers Angleterre, qui envisage de protéger cette source d'approvisionnement, en 1792, en réclamant d'inclure dans le Traité de Londres de 1795, un article 12 qui interdit les importations de coton américain. Le Sénat américain refusera cet article 12. Le Traité de Londres, entre l'Angleterre, l'Espagne et les États-Unis, prévoit plutôt la libre circulation sur le sud du Mississippi, ce qui va doper la culture de coton dans le Natchez District.
Le Sénat américain demande que l'article 12 soit amendé pour adopter le Traité de Londres de 1795, mais cela ne suffit pas à atténuer les récriminations du sud contre le rédacteur du traité, John Jay, accusé à la fois de protectionnisme et de faiblesse envers l'Angleterre par le parti français à Washington, qui va lancer la quasi-guerre.
Ce refus des sénateurs américains d'interdire d'exporter vers l'Angleterre du coton américain convient aux industriels : très vite le coton de Saint-Domingue ne suffit plus à satisfaire la « famine de coton » des premiers entrepreneurs du coton britannique dont les nouvelles machines permettent de multiplier la production par cent. C'est d'autant plus vrai après la révolte noire de Saint-Domingue en 1791, que les Anglais tentent de combattre par le traité de Whitehall de 1794, puis d'amadouer lors de la convention commerciale tripartite de 1799.